# James Finlayson

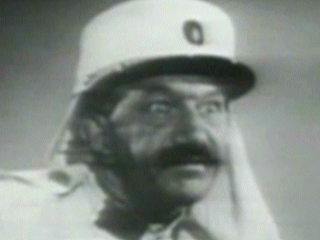
James Finlayson i en scen i filmen Vi fara till Sahara från 1939.

James Henderson "Jimmy" Finlayson, född 27 augusti 1887 i Larbert i Stirling and Falkirk, Skottland, död 9 oktober 1953 i Los Angeles, var en skotsk-amerikansk skådespelare. Han är mest ihågkommen för sitt utseende som den flintskallige och mustaschförsedde mannen i många Helan och Halvan-filmer, till exempel i stumfilmen Affär är affär från 1929. Enligt Internet Movie Database medverkade han i totalt 236 filmer 1918–1951.

## Karriär
James Finlayson var son till Alexander Finlayson och Isabella, född Henderson. Han studerade på George Watson's College och avbröt senare studierna vid University of Edinburgh för att försöka slå sig fram som skådespelare. Han fick huvudrollen i pjäsen Bunty Pulls the Strings i Londons teaterdistrikt West End. 
1912 emigrerade han till USA för att spela samma roll på Broadway. Fyra år senare lämnade han en nationell teaterturné för att försöka sig på att bli filmskådespelare i Hollywood. Finlayson gifte sig med Emily Gilbert i juli 1919. Han spelade med i många Mack Sennett-producerade komedier, mest framträdande som en av de ursprungliga poliserna i Keystone Kops. 
Finlayson är dock mest ihågkommen för sina roller för Hal Roach. Han spelade med i 35 Helan och Halvan-filmer, varav två inte finns bevarade, oftast som skurk eller som en person som försöker hämnas på komikerparet för att de kommer i vägen för honom, särskilt i Affär är affär (1929) och Vi reser västerut (1937). Han spelade också mot Stan Laurel i 19 filmer och mot Oliver Hardy i fem filmer innan dessa blev ett filmpar.

## Filmografi (i urval)
- Hey, Doctor! (1918)
- The Foolish Age (1919)
- Great Scott! (1920)
- A Man About Town (1923)
- Roughest Africa (1923)
- Short Kilts (1924)
- Are Husbands Necessary? (1925)
- Yes, Yes, Nanette (1925)
- Should Husbands Pay? (1926)
- Love 'Em and Weep (1927)
- With Love and Hisses (1927)
- Kopparslagare (1927; Sugar Daddies)
- Stor-Slam och Lill-Slam (1927; The Second Hundred Years)
- Call of the Cuckoo (1927)
- Hatten av för så'na! (1927; Hats Off) (numera förlorad)
- Helan och Halvan som detektiver (1927; Do Detectives Think?)
- Should Tall Men Marry? (1928)
- Helan och Halvan i stenåldern (1928; Flying Elephants)
- Leve friheten (1929; Liberty)
- Helan och Halvan säljer julgranar (1929; Big Business)
- Sjöcharmörerna (1929; Men O' War)
- Helan och Halvan på straffarbete (1929; The Hoose-Gow)
- Polisen ordnar allt (1930; Night Owls)
- The Dawn Patrol (1930)
- For the Defense (1930)
- Helan och Halvan i Villa Villervallan (1930; Another Fine Mess)
- Helan och Halvans förflutna (1931; Chickens Come Home)
- Bröllopsdagen (1931; Our Wife)
- In igen och ut igen! (1931; Pardon Us)
- Helan och Halvan som dörrknackare (1931; One Good Turn)
- Apkonster och kärlek (1932; The Chimp)
- Här vilar inga lessamheter (1932; Pack Up Your Troubles)
- Helan och Halvans giftermålsbekymmer (1933; Me and My Pal)
- Värdshuset Göken (1933; The Devil's Brother)
- Trouble in Store (1934)
- Kavata kumpaner (1935; Thicker Than Water)
- I kronans kläder (1935; Bonnie Scotland)
- Zigenarflickan (1936; The Bohemian Girl)
- Bröder i kvadrat (1936; Our Relations)
- Vi reser västerut (1937; Way Out West)
- Stjärna sökes (1937; Pick a Star)
- Skrattar bäst som skrattar sist (1938; Block-Heads)
- Sången från Södern (1939; Hollywood Cavalcade)
- Vi fara till Sahara (1939; The Flying Deuces)
- Operettkungen (1939; The Great Victor Herbert)
- Herr Raffles gör visit (1939; Raffles)
- Skandal i Oxford (1940; A Chump at Oxford)
- Raska sjömän, hallå! (1940; Saps at Sea)[3]
- Härligt men farligt (1941; Nice Girl?)
- Sensationernas kvinna (1947; The Perils of Pauline)
- Bergens hjälte (1947; Thunder in the Valley)
- Julia gör skandal (1948; Julia Misbehaves)
- Lassie på nya äventyr (1948; Hills of Home)
- Lassie, vallhunden (1949; Challenge to Lassie)
- Kungligt bröllop (1951; Royal Wedding)
- Här kommer brudgummen (1951 ; Here Comes the Groom)